# Hexelasma americanum
Hexelasma americanum is een zeepokkensoort uit de familie van de Bathylasmatidae. De wetenschappelijke naam van de soort is voor het eerst geldig gepubliceerd in 1916 door Pilsbry.